# Марцево (станція)
Марцево — вантажна вузлова залізнична станція 1-го класу Ростовського регіону Північно-Кавказької залізниці на лінії Іловайськ — Ростов-Головний. Розташована у місті Таганрог Ростовської області.

## Історія
Станція відкрита 1869 року. 1961 року електрифікована змінним струмом (~25 кВ) у складі дільниці Іловайськ — Марцево.

## Діяльність
На станції здійснюється цілодобовий прийом і відправлення вантажних потягів, сортувальна робота на гірці, відстій вантажних потягів для Таганрозького морського торговельного порту, Тагмету, а також маневрові роботи. Станція сполучена під'їзними коліями з багатьма таганрозькими підприємствами, в тому числі ТАНТК імені Берієва, ВАТ «Буддеталь», «Кобарт», «Куйбишевазот», «ЄвразМеталІнпром», «Моріон», «ТДСУ», «ЖелДорПром», 23 МОЗ, «ТагАЗ», Центральний елеватор.
На станції є одноповерхова цегляна будівля вокзалу, в якому розміщується приймальня начальника станції, кабінети його заступників і головного інженера, технічний відділ, адміністративні служби, зала для нарад, побутові приміщення. В цій же будівлі розташовані підрозділи і керівництво Стрілецької команди Марцево, що відноситься до Відомчої охорони Мінтрансу РФ. Маневровий диспетчер і черговий по станції розміщені в розташованому поруч триповерховій будівлі ЕЦ.
На станції є підрозділи Таганрозької митниці та брокерські фірми, які обслуговують прикордонний перехід, що знаходиться на станції Успенська. Згідно з Постановою Уряду Росії, станція Марцево є тимчасовим залізничним пунктом пропуску через державний кордон із забезпеченням відповідного адміністративного режиму.

## Пасажирське сполучення
Станція Марцево приймає і відправляє лише приміські електропоїзди, що прямують до Таганрогу, Ростова-на-Дону та станції Успенська.
| Приміські потяги по станції Марцево |                             |                          |
| №                                   | Маршрут сполучення          | Періодичність курсування |
| 6301                                | Успенська — Таганрог II     | Щоденно                  |
| 6302                                | Таганрог II — Успенська     | Щоденно                  |
| 6303                                | Успенська — Таганрог II     | Щоденно                  |
| 6304                                | Таганрог II — Успенська     | Щоденно                  |
| 6074                                | Ростов-Головний — Успенська | Щоденно                  |
| 6305                                | Успенська — Таганрог II     | Щоденно                  |
| 6313/6081                           | Успенська — Ростов-Головний | Щоденно                  |
| 6306                                | Таганрог II — Успенська     | Щоденно                  |
| 6307                                | Успенська — Таганрог II     | Щоденно                  |
| 6308                                | Таганрог II — Успенська     | Щоденно                  |
| 6309                                | Успенська — Таганрог II     | Щоденно                  |
| 6310                                | Таганрог II — Успенська     | Щоденно                  |